# Albuxar de Bactro
Albuxar no relógio astronômico da igreja de São Nicolau, Stralsund, Alemanha
Abu Maxar Jafar ibne Maomé de Bactro (em árabe: أبو معشر جعفر بن محمد بن عمر البلخي; romaniz.: Abū Maʿshar, Jaʿfar ibn Muḥammad al-Balkhī (também conhecido como Alfalaqui (al-Falakī) e ibne Bactro (Ibn Balkhī) ou pelas formas latinizado Albumasar, Albusar, ou Albuxar; Bactro, 10 de agosto de 787 — Uacite, 9 de março de 886 A.H. 171–272), foi um dos primeiros astrólogos muçulmanos persas, considerado o maior astrólogo da corte abássida em Bagdá. Embora não fosse um grande inovador, seus manuais práticos para a formação de astrólogos influenciaram profundamente a história intelectual muçulmana e, por meio de traduções, a da Europa Ocidental e Bizâncio.

## Biografia
Albuxar era natural de Bactro, uma cidade na província de Balque, no Afeganistão, a cerca de 74 quilômetros ao sul do Amu Dária, uma das principais bases de apoio da revolta abássida no início do século VIII. Como a maioria das pessoas nas regiões fronteiriças da conquista árabe da Pérsia, seus habitantes continuaram culturalmente leais às raízes sassânidas e helenísticas. Ele chegou provavelmente a Bagdá nos primeiros anos do califado de Almamune (r. 813–833). Segundo al-Fihrist (século X), de ibne Nadim, ele morava no lado oeste de Bagdá, perto de Bab Khurasan, o portão nordeste da cidade original, na margem oeste do rio Tigre.
Albuxar era membro da terceira geração (após a conquista árabe) da elite intelectual curasani orientada para o parta e defendia uma abordagem de um ecletismo “muito surpreendente e inconsistente”. Sua reputação o salvou da perseguição religiosa, embora haja um relato de um incidente em que ele foi chicoteado por praticar astrologia sob o califado de Almostaim (r. 862–866). Ele era um estudioso do hádice e, conforme a tradição biográfica, só se voltou para a astrologia aos quarenta e sete anos (832/833). Ele se envolveu em uma disputa acirrada com Alquindi (c. 796–873), o filósofo árabe mais importante de sua época, versado em aristotelismo e neoplatonismo. Foi seu confronto com Alquindi que convenceu Albuxar da necessidade de estudar “matemática” para compreender os argumentos filosóficos.
Sua previsão de um evento que posteriormente ocorreu lhe rendeu uma punição ordenada pelo descontente califa Almostaim. “Eu acertei em cheio e fui severamente punido.”
Ibne Nadim inclui um trecho do livro de Albuxar sobre as variações das tabelas astronômicas, que descreve como os reis persas reuniram os melhores materiais de escrita do mundo para preservar seus livros sobre ciências e os depositaram na fortaleza de Sarwayh, na cidade de Jayy, em Isfahan. O depósito continuava existindo na época em que ibne Nadim escreveu, no século X.
Amir Khusrav menciona que Albuxar veio para Benaras (Varanasi) e estudou astronomia lá por dez anos.
Diz-se que Albuxar morreu aos 98 anos (mas centenário conforme a contagem do ano islâmico) em Uacite, no leste do Iraque, durante as duas últimas noites do Ramadã de AH 272 (9 de março de 866). Albuxar era um nacionalista persa, estudando astrologia da era sassânida em seu “Kitab al-Qeranat” para prever o colapso iminente do domínio árabe e a restauração do domínio iraniano.

## Obras

### Ciência da astrologia

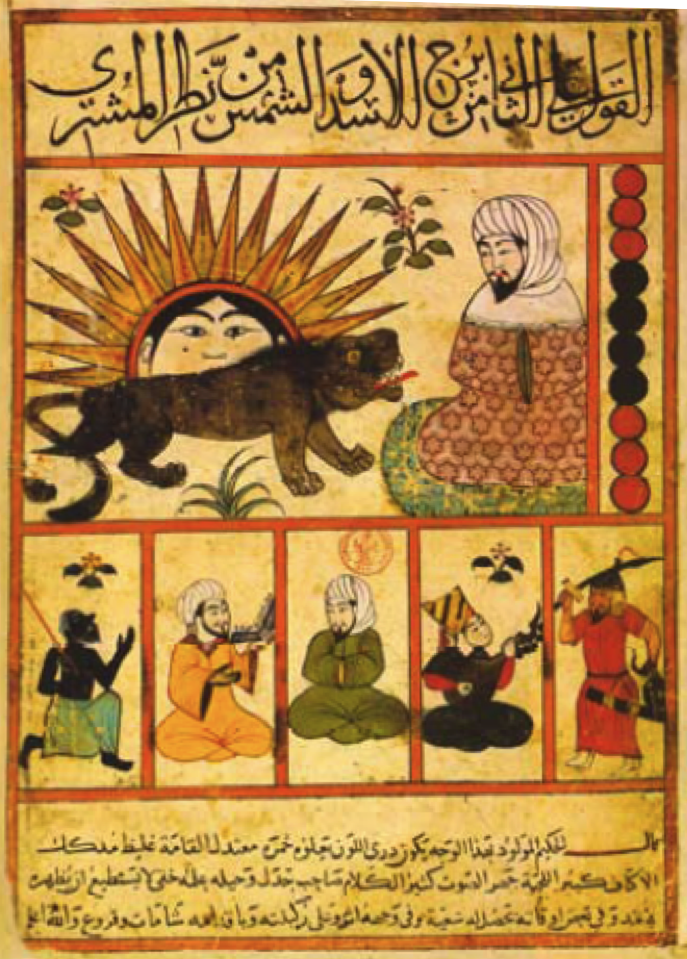
Página de um manuscrito do século XV do “Livro das Natividades” (BNF Arabe 2583 fol. 15v)

Sua obra Kitāb al-madkhal al-kabīr (em português: A Grande Introdução à Ciência da Astrologia) oferece uma iniciação à astrologia, que recebeu muitas traduções para o latim e o grego a partir do século XI.
Em uma parte deste livro, ele registra a subida das marés em relação à posição da Lua, observando que há duas marés altas por dia. Ele rejeitou o pensamento grego de que o luar influenciava as marés e considerava que a Lua tinha alguma virtude astrológica que atraía o mar. Os estudiosos medievais europeus discutiram essas ideias. Isso teve uma influência significativa sobre os estudiosos medievais europeus, como Alberto Magno, que desenvolveu sua própria teoria das marés com base em uma mistura da luz e da virtude de Albuxar.

### Outros trabalhos
Suas obras sobre astronomia não existem mais, mas ainda é possível obter informações a partir de resumos encontrados nas obras de astrônomos posteriores ou em suas obras sobre astrologia.
- Kitāb mukhtaṣar al-madkhal, uma versão resumida do texto acima, posteriormente traduzida para o latim por Adelardo de Bath.[5]
- Kitāb al-milal wa-ʾl-duwal (“Livro sobre religiões e dinastias”), provavelmente sua obra mais importante, comentada nas principais obras de Roger Bacon, Pierre d'Ailly e Pico della Mirandola.[5]
- Fī dhikr ma tadullu ʿalayhi al-ashkhāṣ al-ʿulwiyya (“Sobre as indicações dos objetos celestes”),
- Kitāb al-dalālāt ʿalā al-ittiṣālāt wa-qirānāt al-kawākib (“Livro das indicações das conjunções planetárias”),
- Kitāb al-ulūf (“Livro dos milhares”), preservado somente em resumos por al-Sijzi.[5]
- Kitāb taḥāwīl sinī al-ʿālam (“Flores de Albuxar”), usa horóscopos para examinar os meses e dias do ano. Era um manual para astrólogos. Foi traduzido no século XII por João de Sevilha.
- Kitāb taḥāwil sinī al-mawālīd (“Livro das revoluções dos anos das natividades”), traduzido para o grego em 1000 e, a partir dessa tradução, para o latim no século XIII.
- Kitāb mawālīd al-rijāl wa-ʾl-nisāʾ (“Livro das natividades dos homens e das mulheres”), que foi amplamente divulgado no mundo islâmico.[5]  Abd al-Hasan Al-Isfahani copiou trechos para o manuscrito ilustrado do século XIV Kitab al-Bulhan (ca. 1390).[14][a]

### Traduções em latim e grego

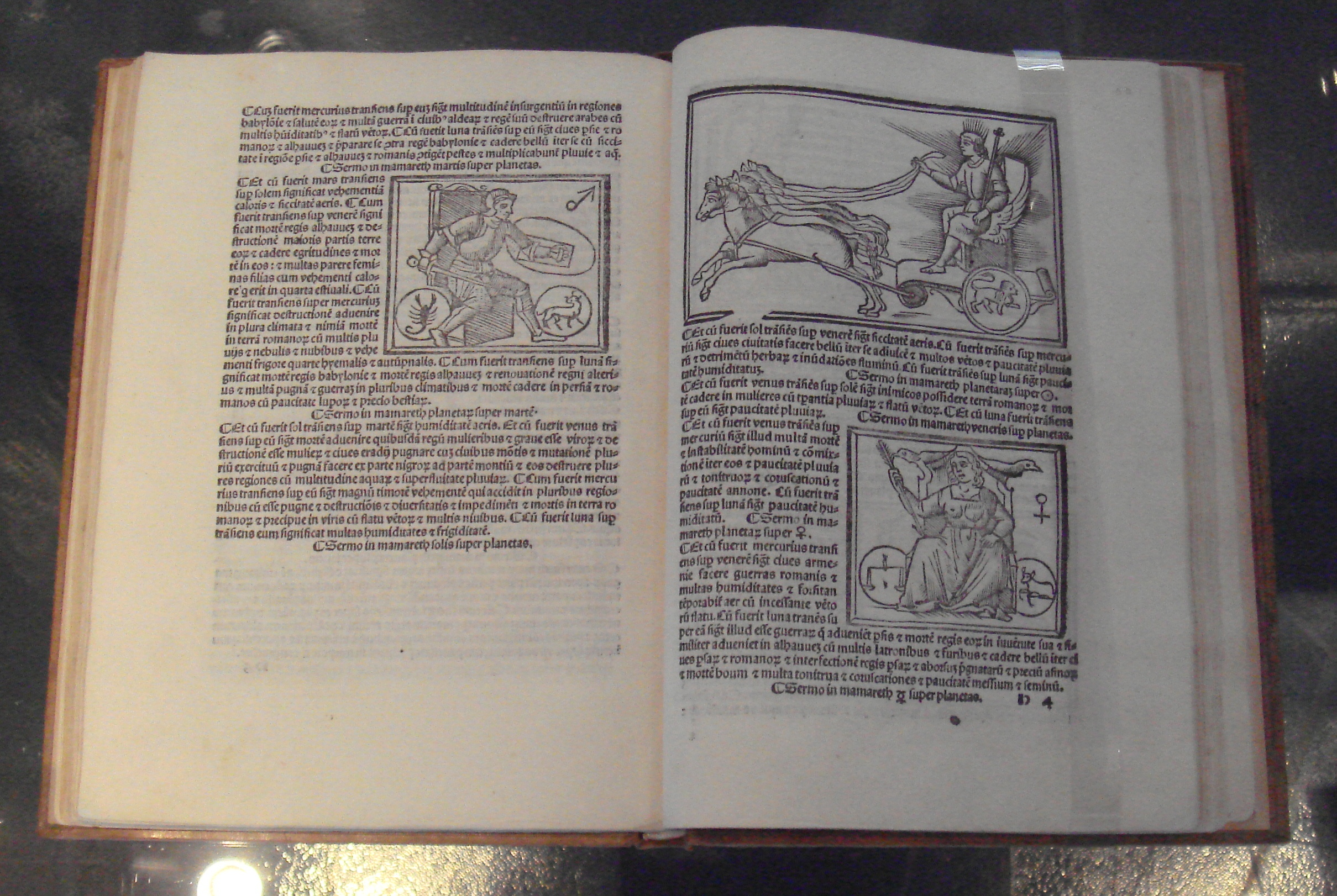
Tradução para o latim do trabalho de Albuxar De Magnis Coniunctionibus (“Das grandes conjunções”), Veneza, 1515

A “Introdução” de Albuxar (Kitāb al-mudkhal al-kabīr, escrita por volta de 848) foi traduzida pela primeira vez para o latim por João de Sevilha em 1133, como Introductorium in Astronomiam, e novamente, de forma menos literal e resumida, como De magnis coniunctionibus, por Hermano da Caríntia em 1140. Richard Lemay (1962) argumentou que os escritos de Albuxar foram muito provavelmente a fonte original mais importante para a recuperação de Aristóteles pelos estudiosos europeus medievais antes de meados do século XII.
A tradução de Hermano da Caríntia, De magnis coniunctionibus, foi impressa pela primeira vez por Erhard Ratdolt de Augsburgo em 1488/1489. Foi novamente impressa em Veneza, em 1506 e 1515.
Edições modernas:
- De magnis coniunctionibus, ed.  K. Yamamoto, Ch. Burnett, Leiden, 2000, 2 vols. (texto em árabe e latim).
- De revolutionibus nativitatum, ed. D. Pingree, Leipzig, 1968 (texto em grego).
- Liber florum ed. James Herschel Holden em Five Medieval Astrologers (Tempe, Az.: A.F.A., Inc., 2008): 13–66.
- Introductorium maius, ed. R. Lemay, Nápoli, 1995–1996, 9 vols. (texto em árabe e duas traduções em latim).
- Ysagoga minor, ed.  Ch. Burnett, K. Yamamoto, M. Yano, Leiden-Nova Iorque, 1994 (texto em árabe e latim).
- The Great Introduction to Astrology, o original em árabe e a tradução para o inglês. Editado e traduzido por Keiji Yamamoto, Charles Burnett, Leiden-Boston, Brill, 2019. ISBN 978-90-04-38123-0